# Nestor Carbonell
Nestor Carbonell (Nova York, 1 de desembre de 1967) és un actor estatunidenc amb arrels catalanes i cubanes conegut pel seu paper com a Richard Alpert a la sèrie Lost. És el segon fill d'en Nestor Carbonell i na Rosa Maria Ramírez de Arellano. Té dos germans, na Rosa Maria i en Jose Manuel. El seu avi fou Nestor Carbonell i Rivero, nascut a l'Habana i descendent de catalans.

## Filmografia
- Actor i guionista de la pel·lícula Attention Shoppers (any 2000).
- Actor a la sèrie televisiva Bates Motel (any 2013)
- Actor a la sèrie televisiva The Morning Show (any 2019)